# 30-та кавалерійська дивізія (СРСР, 2-ге формування)
30-та кавалерійська Житомирсько-Новобузька ордена Леніна, Червонопрапорна, орденів Суворова і Кутузова дивізія (30-та кд) — кавалерійська дивізія РСЧА часів Німецько-радянської війни.

## Історія існування
Дивізія сформована 10 липня 1941 року в Одеському військовому окрузі. Дислокувалася у місті Великий Токмак Запорізької області.
Воювала на Південному, Південно-Західному, Північно-Кавказькому, Закавказькому, 2-гу, 3-тю, 4-ту Українських і 1-шу Білоруському фронтах.
У складі діючої армії перебувала з 31 липня 1941 по 11 травня 1945 року.
З вересня 1942 року до кінця війни знаходилась у складі 4-го гвардійського кавалерійського корпусу.
Влітку 1945 року 30-та кавалерійська дивізія відбула у Прикарпатський військовий округ, де була переформована у 11-ту механізовану дивізію.

## Бойовий склад
- 127-й кавалерійський Берестейський орденів Кутузова і Богдана Хмельницького полк.
- 133-й кавалерійський Червонопрапорний орденів Суворова і Олександра Невського полк.
- 138-й кавалерійський Дебреценський Червонопрапорний полк.
- танковий полк (з 05.08.1943).
- 134-й окремий танковий ордена Богдана Хмельницького полк (з 25.08.1943 по 02.10.1943, з 28.02.1944).
- 1675-й артилерійсько-мінометний орденів Кутузова і Богдана Хмельницького полк (47-й кінно-артилерійський дивізіон, 7-й артилерійсько-мінометний полк).
- 520-й окремий дивізіон ППО (зенбатр).
- 851-й бронетанковий ескадрон.
- 47-й артилерійський парк.
- 4-й окремий саперний ескадрон (з 10.03.1943).
- 23-й окремий ескадрон зв'язку.
- 55-й медико-санітарний ескадрон.
- 30-й окремий ескадрон хімічного захисту.
- 22-й продовольчий транспорт.
- 30-й взвод підвозу ПММ (з 05.02.1942).
- 744-й дивізійний ветеринарний лазарет.
- 333-тя (190) польова поштова станція.
- 1833-тя (973-тя, 305-та) польова каса Держбанку.

## Командири
- Пичугін Микола Андрійович, полковник (10.07.1941 — 25.04.1942);
- Головськой Василь Сергійович, полковник, з 21.04.1943 — генерал-майор (28.04.1942 — 08.11.1944);
- Близнюк Іван Федорович, полковник (09.11.1944 — 27.02.1945);
- Рева Григорій Іванович, полковник (28.02.1945 — 11.05.1945).

## Нагороди і почесні найменування
- Житомирська
- Новобузька
- — Указ Президії ВР СРСР від 25.07.1944 — за зразкове виконання бойових завдань командування в боях з німецькими загарбниками під час форсування річки Щара, за оволодіння містом Слонім та виявлені при цьому звитягу і мужність.
- — Указ Президії ВР СРСР від 05.05.1942 — за зразкове виконання бойових завдань командування на фронті боротьби з німецькими загарбниками та виявлені при цьому звитягу і мужність.
- — Указ Президії ВР СРСР від 12.04.1944 — за зразкове виконання бойових завдань командування в боях з німецькими загарбниками при визволенні міста Роздільна та виявлені при цьому звитягу і мужність.
- — Указ Президії ВР СРСР від 10.07.1944 — за зразкове виконання бойових завдань командування в боях з німецькими загарбниками, за оволодіння містами: Мінськ, Столбці, Городея і Несвіж та виявлені при цьому звитягу і мужність.